# Ferula daninii
Ferula daninii är en flockblommig växtart som beskrevs av Michael Zohary. Ferula daninii ingår i släktet stinkflokesläktet, och familjen flockblommiga växter. Inga underarter finns listade i Catalogue of Life.